# Quotient isopérimétrique
Cet article court présente un sujet plus développé dans : Isopérimétrie.
Le quotient isopérimétrique ou coefficient isopérimétrique est une grandeur sans dimension permettant d'évaluer la rondeur ou la sphéricité d'une surface ou d'un solide. Il dépend de la forme de l'objet étudié et non de sa taille (invariance d'échelle). Ce quotient est un descripteur de forme classiquement utilisé en analyse de forme.
Initialement défini dans le plan pour comparer deux surfaces ayant un même périmètre, il est lié à tous les problèmes d'isopérimétrie.
La notion se généralise ensuite aux espaces supérieurs en conservant le même nom.
Dans les sources, on rencontre plusieurs expressions non équivalentes du quotient isopérimétrique.

## Dans le plan
On considère une surface  S mesurable ayant une frontière rectifiable, c'est-à-dire qu'elle est d'aire finie et que son périmètre est de longueur finie.

### Définition en référence au disque
Le quotient isopérimétrique de S peut être défini comme le rapport entre l'aire de la surface et l'aire de la surface maximale obtenue pour le même périmètre . C'est alors toujours un nombre compris entre 0 et 1, qui atteint 1 quand la surface est un disque.
Si A est l'aire de S et p son périmètre, le quotient isopérimétrique q1 est égal à :
{\displaystyle q_{1}=4\pi {\frac {A}{p^{2}}}}
Exemple : le quotient isopérimétrique d'un polygone régulier à n côtés est:
{\displaystyle q_{1}={\frac {\pi }{n\tan \left({\frac {\pi }{n}}\right)}}}
Lorsque n tend vers l'infini, ce quotient tend vers 1. On retrouve l'idée qu'un polygone régulier à n côtés "ressemble" de plus en plus à un disque lorsque n augmente.

### Définition par comparaison de l'aire et du périmètre
Le quotient isopérimétrique peut d'autre part être défini comme le rapport entre le carré du périmètre et l'aire,  
{\displaystyle q_{2}={\frac {p^{2}}{A}}}
Avec cette nouvelle acception, le quotient isopérimétrique atteint un minimum de 4π pour le disque et peut prendre des valeurs infiniment grandes quand l'aire de S tend vers 0  et que son périmètre reste  constant.

## Dans l'espace
Pour un solide K de volume V et de surface S, on retrouve les deux définitions
- En référence à la boule[5]:

{\displaystyle q_{1}=36\pi {\frac {V^{2}}{S^{3}}}}
- Par comparaison entre le volume et la surface[4]:

{\displaystyle q_{2}={\frac {S^{3}}{V^{2}}}}
Le quotient q1 varie de 0 à 1 et atteint son maximum pour la boule. Le quotient q2  varie de 36π à l'infini et atteint son minimum pour la boule.
Le quotient isopérimétrique d'un solide ne doit pas être confondu avec son rapport aire-volume.

## Dimensions supérieures
Pour un compact K dans un espace euclidien de dimension n muni de la mesure de Lebesgue, le quotient isopérimétrique est souvent défini par l'égalité:
{\displaystyle q_{2}={\frac {({\text{Vol}}\,\partial K)^{n}}{({\text{Vol}}\,K)^{n-1}}}}
où {\displaystyle \partial K} est la frontière de K.
Ce quotient atteint son minimum pour la boule. 
On trouve parfois, une troisième définition du quotient isopérimétrique : 
{\displaystyle q_{3}={\frac {{\text{Vol}}\,\partial K}{({\text{Vol}}\,K)^{\frac {n-1}{n}}}}}